# История Гвинеи-Бисау

## Доколониальный и колониальный период
Захват территории современной Гвинеи-Бисау и вывоз с неё рабов начался в 1446 году, в рамках португальской колониальной экспансии, но только в 1886 году было окончательно установлены границы португальских владений, однако реальный контроль над внутренними районами колониальная администрация установила только к 1920 году. В 1879 году материковые владения Португалии были преобразованы в отдельную колонию Португальская Гвинея, до этого они входили в состав колонии Кабо-Верде. В 1951 году Португальская Гвинея получила статус заморской провинции Португалии, в 1972 году — местную автономию.
С 1963 года в Португальской Гвинее развернулась национально-освободительная война против колониального режима. Боевые действия вели Революционные народные вооруженные силы (ФАРП) Африканской партии независимости Гвинеи и Кабо-Верде (ПАИГК) во главе с Амилкаром Кабралом.

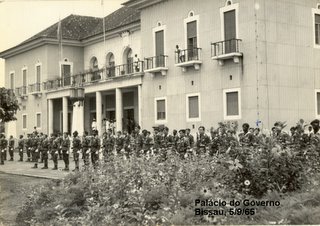
Португальские Коммандос перед губернаторским дворцом, 1966 год

Военные действия протекали в целом с преимуществом повстанцев. Этой ситуации не изменило даже убийство Амилкара Кабрала. 24 сентября 1973 года на территории, находившейся под контролем ПАИГК, к тому времени составлявшей от 50 до 70 процентов территории колонии, было провозглашено создание независимой Республики Гвинея-Бисау.

## Независимость
После того как в Португалии произошла революция, новое правительство 10 сентября 1974 года признало независимость Гвинеи-Бисау.
После обретения страной независимости в ней была установлена однопартийная политическая система и командно-плановая экономика. Президентом стал Луиш Кабрал, брат убитого Амилкара Кабрала. Гвинея-Бисау в целом ориентировалось на СССР в своей внешней политике, предоставила аэродромы для транзита кубинских войск в Анголу, хотя и ответила отказом на предложение советской стороны о создании в эстуарии реки Жеба военно-морской базы.
В ноябре 1980 года в результате военного переворота президент Луиш Кабрал был свергнут, главой государства стал генерал Жуан Бернарду Виейра.
После 1986 года началась либерализация экономики, в 1989 году была принята новая конституция, провозгласившая переход к многопартийной системе. На выборах 1990 года ПАИГК одержала победу с подавляющим количеством голосов, однако 1990-е годы были отмечены все возрастающей нестабильностью.

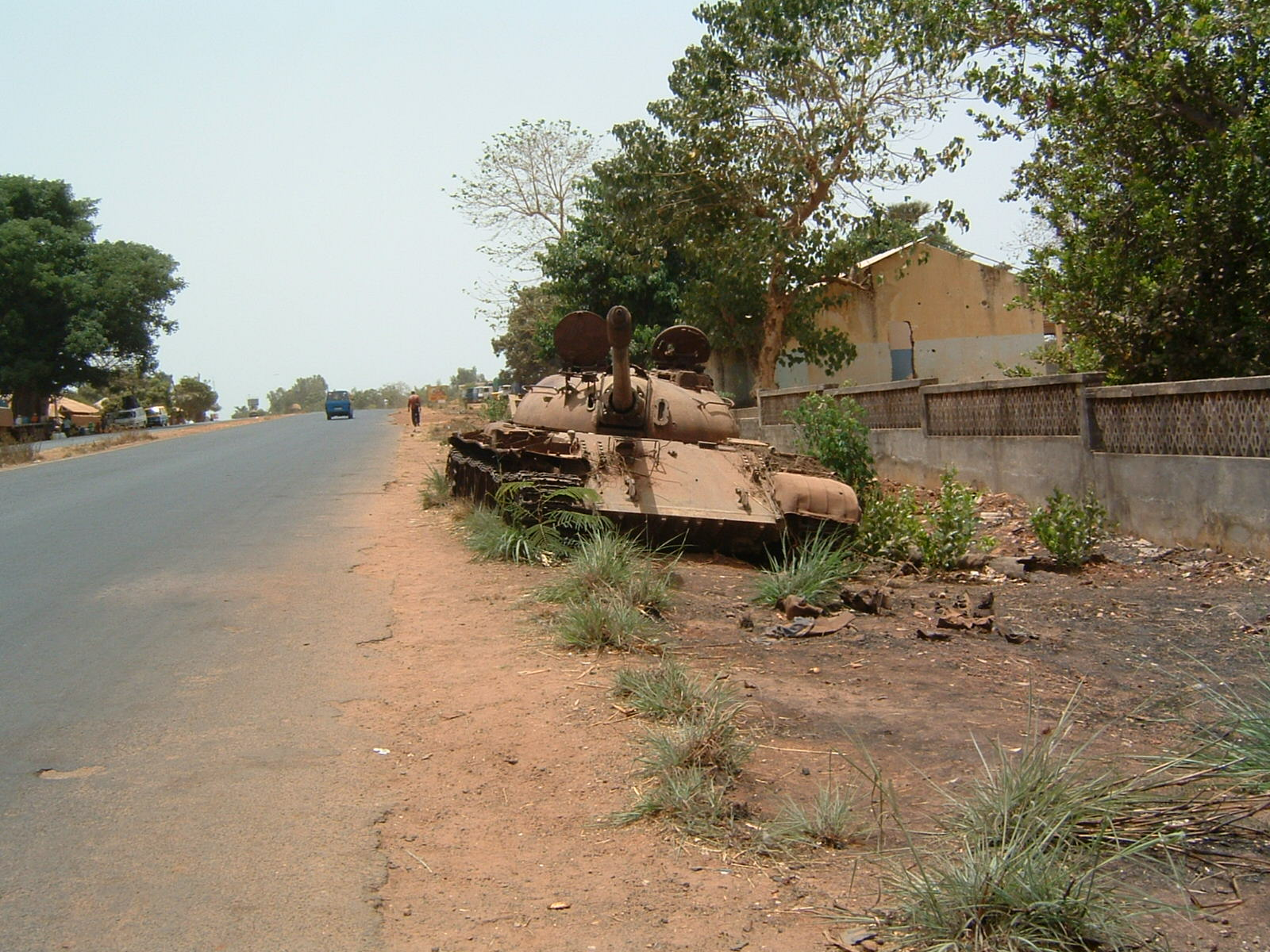
Брошеный танк после гражданской войны, 2003 год

В июне 1998 года была предпринята попытка военного переворота, начались столкновения между мятежниками и правительственными войсками. Были убиты сотни человек, приблизительно 20% населения страны вынуждены была покинуть свои дома. Правительство сумело удержаться у власти во многом благодаря присутствию в Гвинее-Бисау войск из соседних стран — Гвинейской Республики и Сенегала. В мае 1999 военные во главе с генералом Ансумане Мане свергли Виейру, он покинул страну, передав власть председателю Национальной народной ассамблеи Малам Бакаи Санья, который был провозглашен президентом. Однако на президентских выборах 2000 года Бакаи Санья потерпел поражение, президентом был избран Кумба Яла.

## XXI век

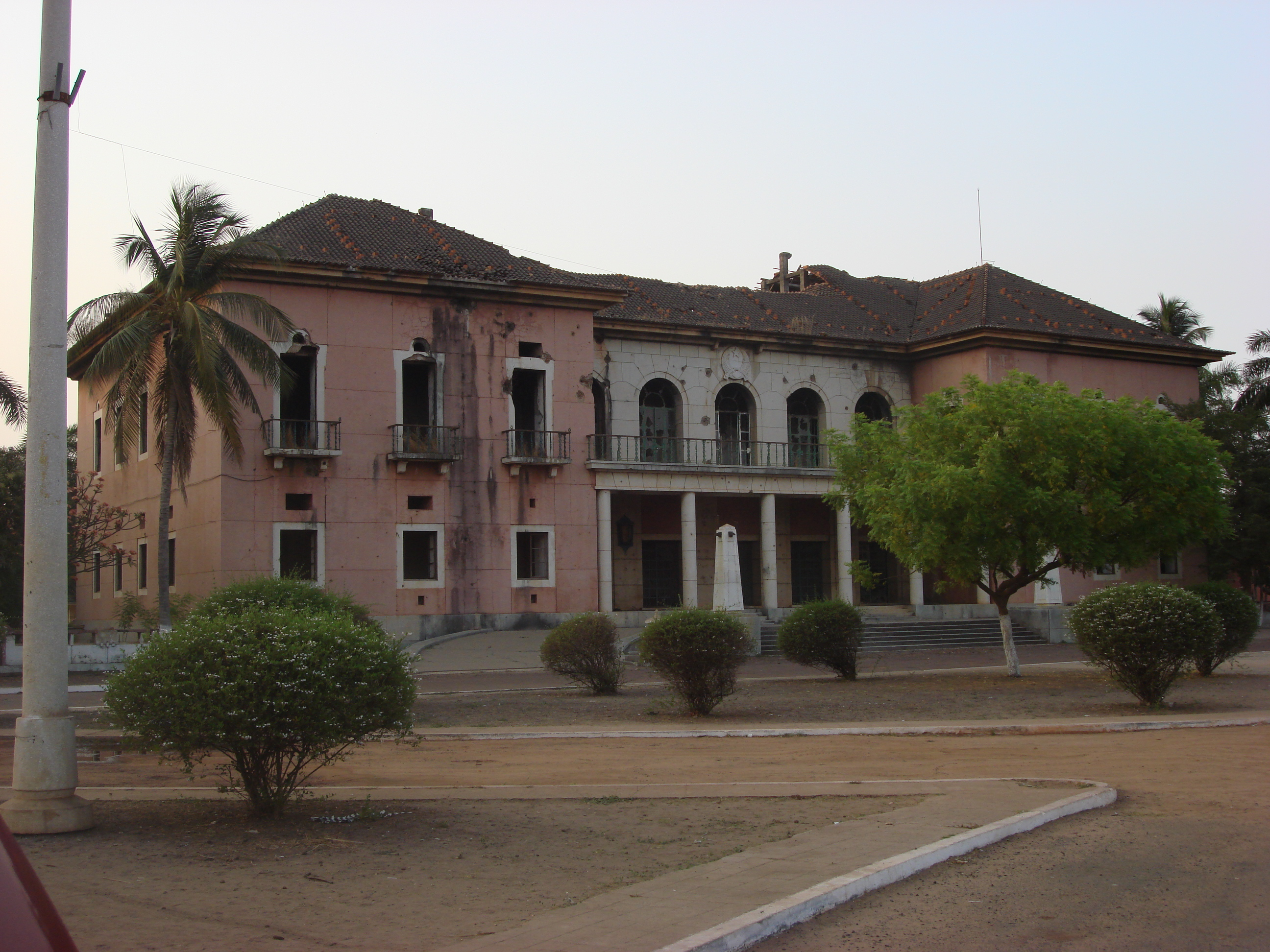
Президентский дворец в Бисау, пострадавший в результате гражданской войны 1998—1999 годов, 2007 год

В первые годы XXI века страна постепенно вернулась к системе парламентской демократии.
Однако в сентябре 2003 года Кумба Яла был свергнут военными, исполняющим обязанности президента стал Энрике Роса.
В апреле 2005 года в страну вернулся Жуан Бернарду Виейра, и в том же году он был избран президентом.
2 марта 2009 года в ходе беспорядков в столице страны был убит президент Виейра. На последовавших после этого в сентябре 2009 года президентских выборах одержал победу и стал президентом Малам Бакай Санья.
1 апреля 2010 года был арестован военными премьер-министр Гвинеи-Бисау Карлуш Жуниор Гомеш, который позже был отпущен. Военные заявили, что не намерены совершать государственный переворот.
Президент Санья умер в январе 2012 года. 12 апреля 2012 года военными были арестованы и.о. президента Раймунду Перейра, лидер первого тура досрочных президентских выборов Карлуш Гомеш Жуниор и начальник Генштаба Антониу Инджаи (Antonio Indjai). 18 апреля 2012 года представители военной хунты и основные оппозиционные партии подписали соглашение об установлении двухлетнего переходного периода, во течение которого будут проведены президентские и парламентские выборы, а также о создании «Национального переходного совета», который должен будет назначить президента и переходное правительство.
Выборы были проведены в апреле 2014 года, на них победил кандидат ПАИГК Жозе Мариу Ваш, который назначил премьер-министром Домингуша Перейру. На следующих выборах, в ноябре 2019 года, победу одержал Умару Сисоку Эмбало.
2 февраля 2022 года президент Гвинеи-Бисау Умару Сисоку Эмбало сообщил, что в стране произошла попытка государственного переворота, с попыткой убить президента, премьер-министра Нуно Гомеша Набиама и весь кабинет министров но она провалилась.